# Juliusz Puchalski

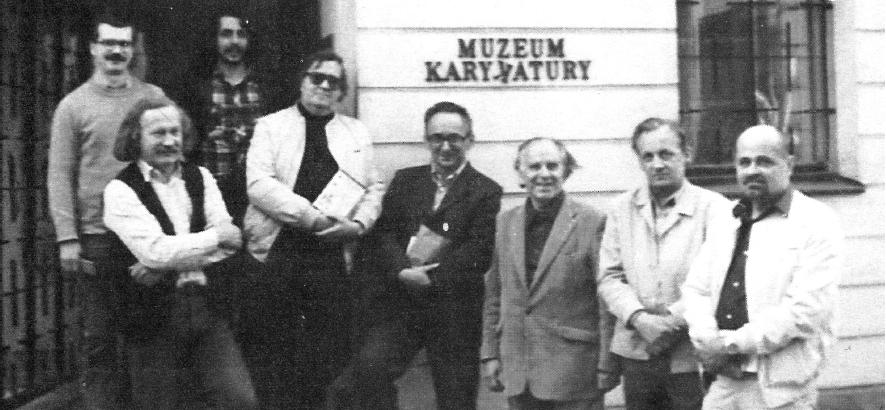
Polscy karykaturzyści: Zygmunt Januszewski, Robert Szecówka, Andrzej Podulka, Juliusz Puchalski, Zbigniew Jujka, Eryk Lipiński, Zbigniew Ziomecki, Julian Bohdanowicz.

Juliusz Puchalski (ur. 12 maja 1930 w Warszawie, zm. 12 listopada 2011) – rysownik polski, karykaturzysta.

## Życiorys
Ukończył Państwowe Liceum Techniki Teatralnej oraz Państwową Wyższą Szkołę Sztuk Plastycznych w Gdańsku (obecnie Akademia Sztuk Pięknych w Gdańsku). Karierę rozpoczął w 1952 roku od publikacji swoich prac na łamach tygodnika „Szpilki”. W latach 1954–1974 był kierownikiem graficznym w tym tygodniku. Jego prace były publikowane w wielu gazetach, brał także czynny udział w wystawach tematycznych w Polsce i za granicą. Oprócz rysunku zajmował się również tworzeniem ilustracji, plakatów oraz filmów animowanych (m.in. Robocik).